# داعش: داخل جيش الرعب
داعش: داخل جيش الرعب هو كتاب واقعي صدر عام 2015 من تأليف الصحفيين مايكل وايس وحسن حسن. يُفصِّل الكتاب صعود جماعة تنظيم الدولة الإسلامية الإرهابية وأعمالها الداخلية. اختير الكتاب عن صعود الدولة الإسلامية، من قبل صحيفة وول ستريت كواحد من أهم 10 كتب واجبة القراءة حول تطور الجماعات الإسلامية في الشرق الأوسط، واختير أيضا كواحد من أفضل كتب عام 2015 من قبل ذا تايمز، وكذلك من قبل نيويورك تايمز في نفس العام. وقالت عنه ناقدة الكتب ميشيو ماكوتاني أنه أعطى القراء نظرة دقيقة على تطور التنظيم بشروح متنوعة.

## الاستقبال
أشاد النقاد بالكتاب، قارن ستيف نيجوس من صحيفة نيويورك تايمز الكتاب بشكل إيجابي مع كتاب جيسيكا ستيرن "داعش: دولة الرعب"، وكتاب باتريك كوكبورن "صعود الدولة الإسلامية"، واصفًا الكتاب بـ "الأكثر شمولاً من بين الثلاثة." وأضاف: "هذا الكتاب عن تنظيم الدولة الإسلامية في العراق تلخيص ثمين، لكنه يتألق حقًا عندما تصل إلى دخول التنظيم إلى سوريا اعتبارًا من عام 2011. يستخدم وايس وحسن مقابلاتهما الخاصة مع أعضاء التنظيم لاستخلاص مجموعة من الدوافع التي تفسر سبب انضمام السوريين إلى التنظيم".